# Campeonato Brasileiro Série A 2013
In 2013 werd de 57ste editie van de Campeonato Brasileiro Série A gespeeld, de hoogste voetbalklasse van Brazilië. De competitie werd gespeeld van 25 mei tot 8 december. De competitie had een maand onderbreking tussen 9 juni en 6 juli doordat Brazilië de FIFA Confederations Cup 2013 organiseerde. Cruzeiro werd kampioen.
Aan de competitie namen 20 clubs deel. Zij speelden in één grote groep en speelden een uit- en thuiswedstrijd tegen elk ander team in de competitie. De club met de meeste punten na 38 speelrondes, werd kampioen. Atlético Mineiro mocht naar de tweede fase van de Copa Libertadores als titelverdediger en Flamengo als winnaar van de Copa do Brasil.

## Teams

### Stadions en locaties
| Club                | Stad           | Stadion              | Capaciteit |
| ------------------- | -------------- | -------------------- | ---------- |
| Atlético Mineiro    | Belo Horizonte | Independência        | 25.000     |
| Atlético Paranaense | Curitiba       | Vila Olímpica        | 8.000      |
| Bahia               | Salvador       | Fonte Nova           | 56.500     |
| Botafogo            | Rio de Janeiro | Maracanã             | 21.000     |
| Corinthians         | São Paulo      | Pacaembu             | 37.952     |
| Coritiba            | Curitiba       | Couto Pereira        | 37.182     |
| Criciúma EC         | Criciúma       | Heriberto Hülse      | 22.000     |
| Cruzeiro            | Belo Horizonte | Mineirão             | 62.547     |
| Flamengo            | Rio de Janeiro | Maracanã             | 31.863     |
| Fluminense          | Rio de Janeiro | Estádio São Januário | 24.584     |
| Goiás               | Goiânia        | Serra Dourada        | 41.574     |
| Grêmio              | Porto Alegre   | Arena do Grêmio      | 60.540     |
| Internacional       | Porto Alegre   | Beira-Rio            | 56.000     |
| Náutico             | Recife         | Aflitos              | 19.800     |
| Ponte Preta         | Campinas       | Moisés Lucarelli     | 19.722     |
| Portuguesa          | São Paulo      | Canindé              | 21.004     |
| Santos              | Santos         | Vila Belmiro         | 20.120     |
| São Paulo           | São Paulo      | Morumbi              | 67.428     |
| Vasco da Gama       | Rio de Janeiro | Estádio São Januário | 24.584     |
| Vitória             | Salvador       | Barradão             | 35.632     |

### Managers en shirts
| Club                | Manager              | Aanvoerder          | Merk shirt | Shirtsponsor     |
| ------------------- | -------------------- | ------------------- | ---------- | ---------------- |
| Atlético Mineiro    | Cuca                 | Réver               | Lupo       | Banco BMG        |
| Atlético Paranaense | Ricardo Drubscky     | Paulo Baier         | Umbro      | CAIXA            |
| Bahia               | Cristóvão Borges     | Titi                | Nike       | oas              |
| Botafogo            | Oswaldo de Oliveira  | Jefferson           | Puma       | Guaraviton       |
| Corinthians         | Tite                 | Alessandro          | Nike       | CAIXA            |
| Coritiba            | Marquinhos Santos    | Alex                | Nike       | CAIXA            |
| Criciúma            | Vadão                | Amaral              | Kanxa      | dotz             |
| Cruzeiro            | Marcelo Oliveira     | Fábio               | Olympikus  | Banco BMG        |
| Flamengo            | Jorginho             | Leonardo Moura      | Adidas     | CAIXA            |
| Fluminense          | Abel Braga           | Fred                | Adidas     | Unimed           |
| Goiás               | Enderson Moreira     | Amaral              | Puma       | Philco           |
| Grêmio              | Vanderlei Luxemburgo | Zé Roberto          | Topper     | Banrisul         |
| Internacional       | Dunga                | Andrés D'Alessandro | Nike       | Banrisul         |
| Náutico             | Paulo Silas          | Martinez            | Penalty    | Philco           |
| Ponte Preta         | Guto Ferreira        | Cleber              | Pulse      | HITACHI          |
| Portuguesa          | Edson Pimenta        | Valdomiro           | Lupo       | IRWIN            |
| Santos              | Muricy Ramalho       | Edu Dracena         | Nike       | Philco           |
| São Paulo           | Ney Franco           | Rogério Ceni        | Penalty    | STi SEMP TOSHIBA |
| Vasco da Gama       | Paulo Autuori        | Fellipe Bastos      | Penalty    |                  |
| Vitória             | Caio Júnior          | Michel              | Penalty    | oas              |

## Eindstand
| Plaats | Club                | Wed. | W  | G  | V  | Saldo | Ptn. |
| ------ | ------------------- | ---- | -- | -- | -- | ----- | ---- |
| 1.     | Cruzeiro            | 38   | 23 | 7  | 8  | 77:37 | 76   |
| 2.     | Grêmio              | 38   | 18 | 11 | 9  | 42:35 | 65   |
| 3.     | Atlético Paranaense | 38   | 18 | 10 | 10 | 65:49 | 64   |
| 4.     | Botafogo            | 38   | 17 | 10 | 11 | 55:41 | 61   |
| 5.     | Vitória             | 38   | 16 | 11 | 11 | 59:53 | 59   |
| 6.     | Goiás               | 38   | 16 | 11 | 11 | 48:44 | 59   |
| 7.     | Santos              | 38   | 15 | 12 | 11 | 51:38 | 57   |
| 8.     | Atlético Mineiro    | 38   | 15 | 12 | 11 | 49:38 | 57   |
| 9.     | São Paulo FC        | 38   | 14 | 8  | 16 | 39:40 | 50   |
| 10.    | SC Corinthians      | 38   | 11 | 17 | 10 | 27:22 | 50   |
| 11.    | Coritiba            | 38   | 12 | 12 | 14 | 42:45 | 48   |
| 12.    | Bahia               | 38   | 12 | 12 | 14 | 37:45 | 48   |
| 13.    | Internacional       | 38   | 11 | 15 | 12 | 51:52 | 48   |
| 14.    | Criciúma            | 38   | 13 | 7  | 18 | 49:63 | 46   |
| 15.    | Fluminense          | 38   | 12 | 10 | 16 | 43:47 | 46   |
| 16.    | Flamengo            | 38   | 12 | 13 | 13 | 43:46 | 45   |
| 17.    | Portuguesa          | 38   | 12 | 12 | 14 | 50:46 | 44   |
| 18.    | Vasco da Gama       | 38   | 11 | 11 | 16 | 50:61 | 44   |
| 19.    | Ponte Preta         | 38   | 9  | 10 | 19 | 37:55 | 37   |
| 20.    | Náutico             | 38   | 5  | 5  | 28 | 22:79 | 20   |

|  | Landskampioen en gekwalificeerd voor tweede fase Copa Libertadores 2014 |
|  | Gekwalificeerd voor tweede fase Copa Libertadores 2014                  |
|  | Gekwalificeerd voor eerste fase Copa Libertadores 2014                  |
|  | Gekwalificeerd voor Copa Sudamericana 2014                              |
|  | Degradatie naar Série B                                                 |

Flamengo en Portuguesa kregen beiden 4 punten in mindering wegens het opstellen van een geschorste speler.

### Kampioen
| Campeonato Brasileiro Série A 2010 |
| Minas Gerais                       |
| ---------------------------------- |
| CRUZEIRO Kampioen (3° titel)       |

## Topscorers
| Goals | Speler          | Club                |
| ----- | --------------- | ------------------- |
| 3     | Maxi Biancucchi | Vitória             |
| 2     | Luís Fabiano    | São Paulo           |
| 2     | Manoel          | Atlético Paranaense |
| 2     | Nilton          | Cruzeiro            |
| 2     | Rafael Marques  | Botafogo            |